# Саксония-Йена
Саксония-Йена (на немски: Herzogtum Sachsen-Jena) е Ернестинско херцогство в Свещената Римска империя в днешна Тюрингия през 1672 – 1690 г. Управлявано е от род Ернестингските Ветини.

## История
Ветините получават през 1300 г. права над град Йена. През 1558 г. градът става университетски град. През 1672 г. се създава Саксония-Йена от една подялба в херцогство Саксония-Ваймар. Столица е град Йена.
През 1690 г. част от територията отново е част от Саксония-Ваймар, друга част отива към Саксония-Айзенах.

## Владетели
- 1672 – 1678 Бернхард (1638 – 1678).
- 1678 – 1690 Йохан Вилхелм (1675 – 1690).